# Serenity (film)
Serenity (2005) este un film științifico-fantastic space western scris și regizat de  Joss Whedon. Este o continuare a serialului științifico-fantastic din 2002, Mercenarii universului, și are loc după evenimentele din ultimul episod. Având acțiunea stabilită în 2518, Serenity este o poveste despre căpitanul și echipajul unei nave spațiale cargo.

## Prezentare
În secolul al XXVI-lea, omenirea a colonizat un nou sistem stelar. Planetele centrale au format Alianța și au câștigat un război împotriva planetei exterioare independente care nu au dorit să se alăture Alianței. River Tam este condiționată de oamenii de știință ai Alianței să devină un psihic și o asasină, dar în curând este salvată de fratele ei, Dr. Simon Tam. În timpul antrenamentului ei, River a citit din neatenție mințile mai multor oficiali guvernamentali de top și le-a aflat secretele. În consecință, un agent al Alianței cunoscut doar sub numele de Operativ are sarcina de a o recaptura.
Frații și-au găsit refugiu la bordul navei spațiale de transport Serenity, alături de căpitanul Malcolm „Mal” Reynolds, primul-ofițer Zoe Washburne, pilotul Hoban „Wash” Washburne, mercenarul Jayne Cobb și mecanicul Kaylee Frye. În ciuda obiecțiilor lui Simon, Mal o duce pe River la un jaf de bancă. River i-a avertizat că vin sălbaticii Reaver care sunt și canibali. Ei scapă, dar Simon decide că el și River să părăsească Serenity în următorul port. După ce au ajuns acolo, un mesaj subliminal dintr-o reclamă de televiziune o face pe River să atace numeroși clienți ai barurilor, iar Mal îi ia pe frați înapoi la bordul navei. Echipa contactează hackerul Mr. Universe, care descoperă mesajul menit să declanșeze condiționarea mentală a lui River. El observă că River a șoptit „Miranda” înainte de a ataca și-i avertizează că altcineva a vizionat filmarea.
Mal primește o invitație de la Inara Serra. Dându-și seama că este o capcană, Mal se duce pentru a se confrunta cu agentul Operativ care promite că îl va lăsa liber dacă i-o predă pe River. Mal abia scapă de agent. Apoi descoperă că Miranda este o planetă situată dincolo de o regiune a spațiului în care își fac veacul sălbaticii Reaver. Echipajul zboară spre planeta Haven, dar o găsește devastată și prietenul lor părintele Book rănit de moarte. Agentul promite că va ucide pe oricine îi va mai ajuta până când o va primi pe River.
Mal comandă echipajului să deghizeze Serenity ca o navă Reaver și călătoresc către planeta Miranda nedetectați. Ei află că cei 30 de milioane de coloniști sunt morți și descoperă o înregistrare video care explică cum o substanță chimică experimentală pentru suprimarea agresiunii a fost adăugată în atmosfera Mirandei. Populația a devenit atât de docilă încât a încetat să mai efectueze toate activitățile vieții cotidiene și a așteptat doar să moară, calm. Un mic procent dintre ei au avut o reacție opusă și au devenit nebunește de agresivi și de violenți. Alianța i-a creat astfel pe sălbaticii Reaver și acesta era secretul din subconștientul lui River pe care îl voiau să nu se răspândească.
Hackerul Mr. Universe este de acord să difuzeze înregistrarea. Cu toate acestea, agentul îl ucide și le pregătește o ambuscadă. Știind acest lucru, echipajul provoacă flota Reaver să îi urmărească spre armada Alianței. Navele Reaver și ale Alianței se luptă în timp ce Wash pilotează Serenity prin focul încrucișat. El aterizează în apropierea turnului de difuzare înainte de a fi ucis de o suliță Reaver.
Echipajul duce o ultimă luptă împotriva Reaver pentru a-i da timp lui Mal să difuzeze înregistrarea. Echipajul se retrage în spatele unui set de uși blindate care nu se închid cum trebuie. Simon este împușcat, iar River trece prin uși pentru a le arunca trusa medicală a lui Simon și a închide ușile înainte ca Reaver să o prindă. La transmițător, Mal se luptă cu agentul, în cele din urmă supunându-l și forțându-l să urmărească difuzarea înregistrării. Mal se întoarce la echipaj. Ușile blindate se deschid pentru a dezvălui că River i-a ucis pe toți sălbaticii Reaver care i-au atacat. Agentul ordonă trupelor Alianței să se retragă.
Agentul oferă ajutor medical și resurse pentru a repara Serenity. El îi spune lui Mal că mesajul difuzat a slăbit guvernul Alianței, dar în timp ce el va încerca să convingă Parlamentul că River și Simon nu mai sunt amenințări, el îl avertizează că Parlamentul își poate continua urmărirea ca răzbunare pentru ceea ce a făcut. Serenity decolează, cu River ca noul pilot al lui Mal.

## Distribuție
- Nathan Fillion: Malcom "Mal" Reynolds
- Morena Baccarin: Inara Serra
- Alan Tudyk: Hoban "Wash" Washburne
- Jewel Staite: Kaylee Frye
- Adam Baldwin: Jayne Cobb
- Gina Torres: Zoe Washburne
- Chiwetel Ejiofor: The Operative
- Ron Glass: pastorul Book
- Summer Glau: River Tam
- Sean Maher: Simon Tam
- David Krumholtz: Mr. Universe